# الجالية البريطانية في إفريقيا

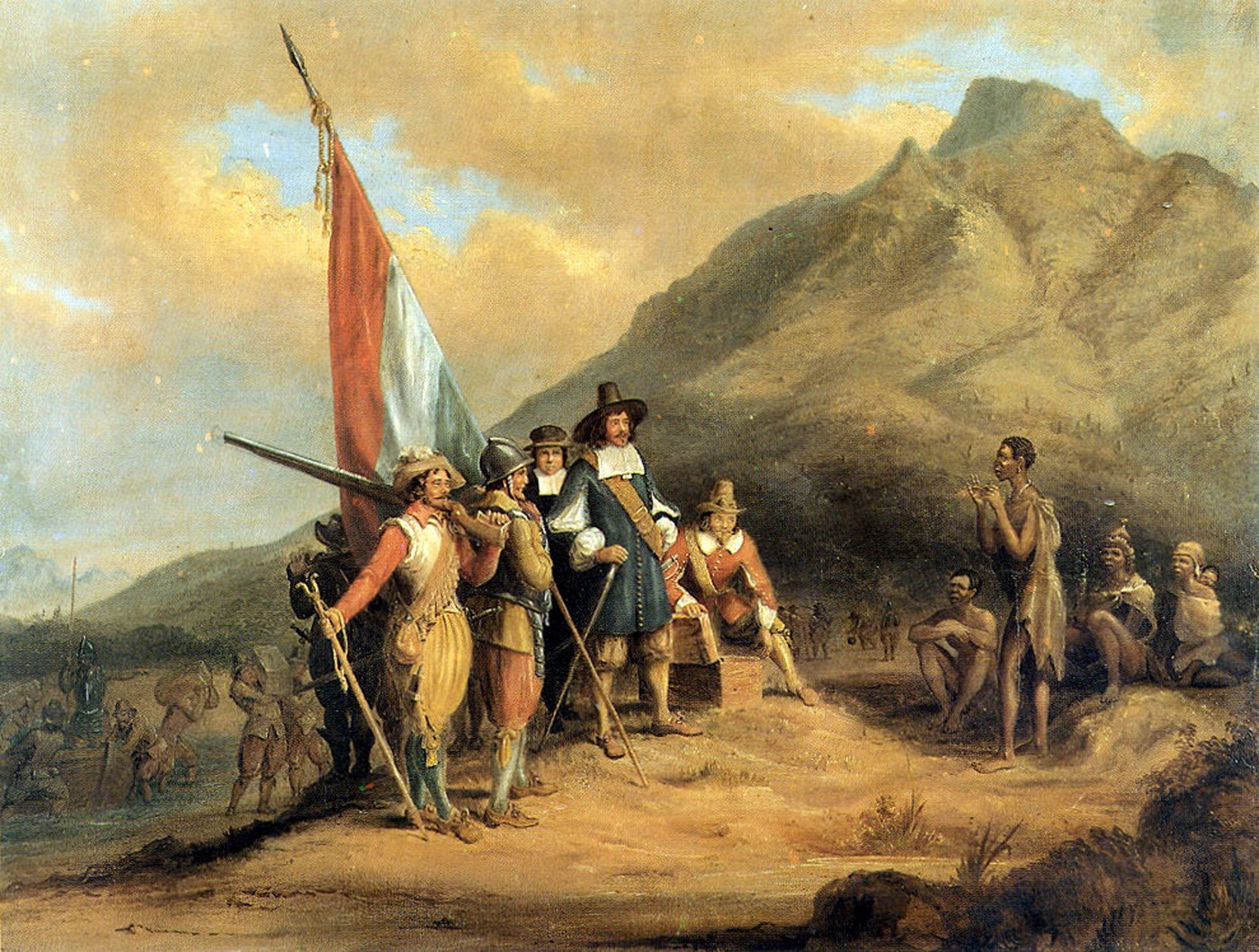
بريطانين بيض

الجالية البريطانية في أفريقيا هي مجموعة سكانية تُعرف، بالمفهوم الواسع، على أنها الأفارقة البيض الناطقين بالإنجليزية والمنحدرين من أصولٍ بريطانية بشكل رئيس، ولكن ليس حصرًا، والذين يعيشون في أفريقيا جنوب الصحراء الكبرى أو جاؤوا للعيش فيها. تعيش غالبية الجالية البريطانية في جنوب أفريقيا أو دولٍ أخرى ناطقة بالإنجليزية من أفريقيا الجنوبية، مثل زيمبابوي وناميبيا وكينيا وبوتسوانا وزامبيا وسانت هيلينا وتريستان دا كونا. يتحدث أغلب هؤلاء اللغة الإنجليزية بصفتها لغتهم الأم. ينحدر أغلب الأفارقة البيض الناطقين بالإنجليزية باعتبارها لغتهم الأم من أصول بريطانية وآيرلندية.

## تاريخ

### فترة الاستعمار
نشأت مستوطنات بريطانية في فترة على الموانئ الممتدة على طول ساحل أفريقيا الغربية بهدف تسهيل تجارة العبيد البريطانية عبر المحيط الأطلسي، لكن المستوطنات البريطانية الدائمة في أفريقيا لم تنشأ بشكل جدي حتى نهاية القرن الثامن عشر ضمن رأس الرجاء الصالح. كسبت المستوطنة البريطانية على رأس الرجاء الصالح زخمًا عقب الاحتلال البريطاني الثاني لمستعمرة كيب الهولندية عام 1806. شجعت الحكومة المستوطنين البريطانيين في ألباني (تقع حاليًا في جنوب أفريقيا، ودُعيت أيضًا ببلد المستوطنين) عام 1820 بهدف توحيد الجبهة الشرقية لمستعمرة كيب البريطانية خلال حروب كيب الحدودية ضد مجموعة كوسيون العرقية. أعلن التاج البريطاني مستعمرة ناتال، الواقعة في الجنوب الشرقي للقارة الأفريقية، مستعمرة بريطانية عام 1843. عقب هزيمة البوير في حرب البوير الثانية عام 1902، ضمت بريطانيا اثنتين من جمهوريات البوير، وهما جمهورية ترانسفال (جمهورية أفريقيا الجنوبية حاليًا) ودولة أورانج الحرة.
اشتُهر الطبيب الإسكتلندي المبشر ديفيد ليفينغستون باستكشافه القارة الأفريقية. يُعتقد أنه أول أوروبي شاهد شلالات فيكتوريا عام 1855. يُعتبر ليفينغستون أيضًا شخصية محورية في تاريخ أفريقيا، فهو أول بريطاني مشهور يتعاطف مع أفريقيا ويُتيّم بها.
في أواخر القرن التاسع عشر، شجع اكتشاف الذهب في ويتووترسراند والألماس في كيمبرلي على مزيدٍ من عمليات الاستيطان من طرف البريطانيين والأستراليين والأمريكيين والكنديين. دفع هذا البحث عن الموارد المعدنية إلى مزيدٍ من التوسع نحو الشمال. حلم قطب استثمار المناجم والتعدين، سيسل رودس، بتأسيس أفريقيا بريطانية تمتد من كيب تاون لتصل إلى القاهرة. سيطرت شركة جنوب أفريقيا البريطانية، والتي تأسست عام 1889، على الأرض التي دُعيت رودسيا تيمنًا بالمستثمر سيسل رودس، وعُرفت تلك الأرض لاحقًا برودسيا الجنوبية ورودسيا الشمالية (ثم دُمجت المستعمرتان لتشكلا جمهورية زامبيا اليوم). بالتزامن مع ذلك، بدأ المستوطنون البريطانيون التوسع نحو النجود الخصبة (المرتفعات البيضاء) التابعة لمحمية شرق أفريقيا البريطانية (دولة كينيا حاليًا).
جراء تنامي القومية والحركات المعادية للاستعمار ضمن كافة مناطق الإمبراطورية البريطانية، تم إنهاء استعمار أفريقيا عقب الحرب العالمية الثانية. شكّل سكان أفريقيا الأصليون أغلبية عظمى من تعداد السكان في المستعمرات والمحميات البريطانية، وهم الذين حُرموا لفترة طويلة من المساواة السياسية والاقتصادية. في نهاية المطاف، أصبحت تلك المستعمرات السابقة تتمتع بحكم ذاتي. دخلت القوى العظمى في الحرب الباردة في صراعات خلال تلك الفترة. قاتلت قوات الغاريلا المؤمنة بالقومية السوداء كي تتمكن الأغلبية من حكم البلاد، وتحقيقًا لمبدأ «رجل واحد، صوت واحد». كسبت تلك الحركات والانتفاضات مساعدة سوفياتية أغلب الأحيان، وكانت المساعدة على شكل خبراء وأسلحة، وجاءت تلك المساعدات لصالح انتفاضة ماو ماو في كينيا ومنظمة الاتحاد الوطني الأفريقي الزيمبابوي في روديسا وتنظيم رمح الأمة في جنوب أفريقيا على سبيل المثال.

### زيمبابوي
أعلنت الأغلبية البيضاء الحاكمة في روديسا الجنوبية استقلال البلاد أحادي الجانب، وأصبح اسمها روديسيا عام 1965، لكن الأغلبية لم تتخذ تدابيرًا لتأسيس شراكة مع الأفارقة في جنوب الصحراء ومساواتهم سياسيًا مع الطبقة الحاكمة. استمرت الحرب الأهلية حتى عام 1979، وفي عام 1980، عُقدت أول انتخابات عامة ديموقراطية في ما يُعرف اليوم بزيمبابوي المستقلة، والتحقت البلاد بدول الكومنولث. لاحقًا، انخفض تعداد السكان البيض في البلاد بشكل حاد –تعرض الآلاف للتهديد والهجمات والتهجير من عقاراتهم. إثر أنماط مختلفة من الاضطهاد، امتلك البيض سابقًا أغلب العقارات التي عاشت فيها مجموعات السكان المحلية. اتُهم الرئيس الزيمبابوي روبرت موغابي بالإساءة لحقوق الإنسان وتقويض الديموقراطية، ففُرض عليه وعلى عدة شخصيات وكيانات زيمبابوية أخرى طيف واسع من العقوبات الاقتصادية والسياسية، من طرف الولايات المتحدة ودول غربية أخرى.
في عام 2002، عُلقت عضوية زيمبابوي في الكومنولث جراء انتهاك حقوق الإنسان وتزوير الانتخابات. في عام 2003، أنهت زيمبابوي طوعيًا عضويتها في دول الكومنولث.
أصبحت روديسيا الشمالية دولة مستقلة، وأصبح اسمها زامبيا.

### جنوب أفريقيا

#### حكم أقلية البيض
في عام 1910، اتحدت 4 مستعمرات بريطانية منفصلة في جنوب أفريقيا لتشكل اتحاد جنوب أفريقيا، والتي حُكمت وفق نظام دستوري ملكي ينتمي للإمبراطورية البريطانية، وتحت حكم أقلية البيض. في عام 1926، أنهى وعد بلفور إشراف بريطانيا على جنوب أفريقيا، ما دفع بالأخيرة لأن تصبح عضوًا مؤسسًا في دول الكومنولث، باعتبارها إحدى دول عالم الكومنولث. بعد 5 أعوام، شكّل إعلان وستمنستر لعام 1931 وثيقة رسمية تؤكد استقلال البلاد. دعمت أغلبية الجالية البريطانية الحزب الموحد، بقيادة جيمس باري مونيك هيرتزوغ وجان سموتس، فكان الحزب هو الحزب الحاكم بين عامي 1934 و1948، ثم حلت محله أحزاب وريثة حتى جاء الحزب الديموقراطي، سلف التحالف الديموقراطي الحالي. فضّل الحزب الموحد قيام علاقات وثيقة مع المملكة المتحدة والكومنولث، على عكس الحزب الوطني. دعم الكثير من أعضاء الحزب الوطني، كيوهانس فورستر على سبيل المثال، ألمانيا النازية خلال الحرب العالمية الثانية.
رسّخ الأفريقان (أو الأفريكان، وهم سكان جنوب أفريقيا البيض)، والذين حكموا البلاد منذ عام 1948 وحتى عام 1994، نظامًا من الفصل العرقي عُرف باسم الأبارتايد، فأسسوا جمهورية وانسحبوا من الكومنولث. في عام 1955، وقّع 33 ألف هولندي (34.8%) وألماني (33.7%) وفرنسي (13.2%) وبريطاني (5.2%) وأفراد آخرين ملونين (7%) وآخرين من أصول مجهولة (3.5%) وأوروبيين آخرين (2.6%) ما يُعرف بتعهد ناتال، وهو تعهد معارض لتأسيس جمهورية، وكان الموقعون من مدينة ناتال التي تحوي أغلبية من المقترعين البيض الناطقين بالإنجليزية. صوّت العديد من أفراد الجالية البريطانية بـ «لا» في استفتاء عام 1960 المخصص للمقترعين البيض، لكن الاستفتاء حاز على القبول بفارقٍ ضئيل، وأدى إلى تأسيس جمهورية. صوتت أغلبية ناتال ضد قيام الجمهورية، ودعا بعض السكان إلى الانسحاب من الاتحاد عقب الاستفتاء.

#### الديموقراطية
في عام 1994، عقدت جنوب أفريقيا أول انتخابات عامة ديموقراطية، معلنة نهاية نظام الفصل العنصري وحكم أقلية البيض، وأعادت الانضمام إلى الكومنولث. دعمت غالبية الجالية البريطانية التحالف الديموقراطي، وهو الحزب المعارض للمؤتمر الوطني الأفريقي وحزب متعدد العرقيات باضطراد.
انخفض تعداد الجالية البريطانية منذ أوائل التسعينيات جراء انخفاض معدلات الإنجاب مقارنة بالجماعات السكانية الأخرى وبسبب الهجرة. تعد الجريمة والفساد وضعف توصيل الخدمات والتمييز الإيجابي من أسباب تلك الهجرة. يعتمد تقدير أولي لتعداد سكان الجالية البريطانية على عدد سكان جنوب أفريقيا البيض الناطقين بالإنجليزية بصفتها لغتهم الأم، ووُجد أن هؤلاء يشكلون 1.6 مليون فرد، أي 36% من جماعة السكان البيض و3% من مجموع السكان وفق الإحصاء الوطني لجنوب أفريقيا عام 2011. الرقم السابق مبالغ به، فهو يشمل الأفراد ذوي الأصول أو الأسلاف الأخرى التي استُوعبت ثقافيًا ضمن مجتمعات السكان البيض الناطقين بالإنجليزية. تعداد السكان الناطقين بالإنجليزية هو الأكبر في محافظة كوازولو ناتال، وفي مدينتي جوهانسبرغ وكيب تاون.